# لا یورونا

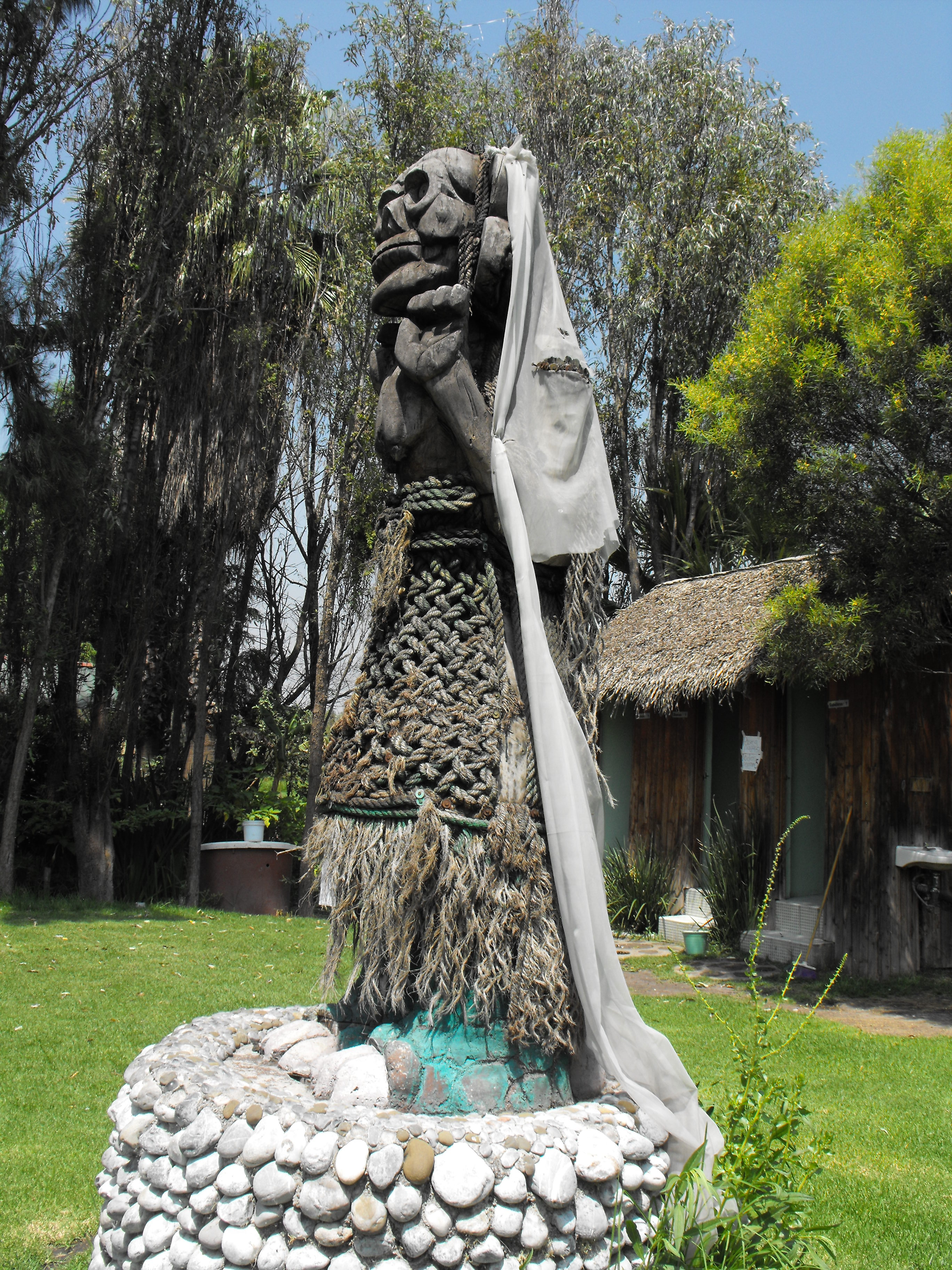
مجسمه لا یورونا در جزیره Xochimilco، مکزیک، ۲۰۱۵

لا یورونا (اسپانیایی آمریکای لاتین: [la ʝoˈɾona]؛ «زن گریان، زاری») یک روح انتقام جو در فرهنگ عامه آمریکای لاتین است، گفته می‌شود که او در نزدیکی آب‌ها پرسه می‌زند و برای فرزندانش سوگواری می‌کند که پس از فهمیدن اینکه شوهرش به او خیانت می‌کند، آنها را در خشم حسادت غرق کرد.

## خاستگاه
دوران استعمار اولیه شواهدی را ارائه کرد که نشان می‌دهد این افسانه پیشاسپانیایی است و از ارتفاعات مرکزی سرچشمه می‌گیرد. با این حال، لا یورونا معمولاً با دوران استعمار و پویایی بین کنکیستادور اسپانیایی و زنان بومی مرتبط است. رایج ترین افسانه درباره لایورونا شامل این است که او در ابتدا یک زن بومی بود که فرزندان خود را که از یک اسپانیایی ثروتمند به دنیا آمد، پس از اینکه او را رها کرد، به قتل رساند. فرض بر این است که ویژگی‌های شرورانه لا یورونا، از جمله کودک‌کشی و کشتن خون خود با روایتی در اطراف Doña Marina، که در نام‌گذاری اولیه‌اش، La Malinche یا Maltinzin نیز شناخته می‌شود، مرتبط است. امروزه، فرهنگ لا یورونا در مکزیک و جنوب غربی ایالات متحده به خوبی شناخته شده است.
اولین مستندات لا یورونا به سال ۱۵۵۰ در مکزیکو سیتی بازمی گردد. اما تئوری هایی در مورد ارتباط داستان او با داستان های افسانه ای خاص آزتک ها وجود دارد. "«زن گرسنه» شامل زنی در حال زاری است که مدام برای غذا گریه می‌کند، که با ناله‌های شبانه لایورونا برای فرزندانش مقایسه شده است. ماهیت مادرانه تراژدی لا یورونا با چیواکواتل، خدای مادری الهه آزتک مقایسه شده است. جست‌وجوی او برای بچه‌هایی که برای خودش نگه دارد به‌طور قابل‌توجهی با کواتلیکوئه، معروف به «مادر بانوی ما» یا تونانتسی (که با ویرجن دو گوادالوپ، یکی دیگر از چهره‌های مهم مادر در فرهنگ مکزیکی قابل مقایسه است)، مقایسه می‌شود، همچنین هیولایی است که کثیفی یا گناه را می بلعد. 
افسانه لا یورونا به طور سنتی در سراسر مکزیک، آمریکای مرکزی و شمال آمریکای جنوبی روایت می‌شود.لا یورونا گاهی با لامالینچه، زن ناوا که به عنوان مترجم هرنان کورتس خدمت می‌کرد و پسرش را نیز به دنیا آورد، ترکیب می‌شود. لامالینچه به دلیل نقشش در کمک به اسپانیایی‌ها، هم مادر مردم مکزیک مدرن و هم نماد خیانت ملی محسوب می‌شود.
داستان‌های فانتوم‌های زن گریان در فرهنگ‌های فولکلور هر دو فرهنگ ایبری و آمریکایی رایج است. محققان به شباهت‌هایی بین لا یورونا و سیهواکواتل اساطیر آزتک و همچنین حوا و لیلیت اساطیر عبری اشاره کرده‌اند.</ref> تحقیقات نویسنده بن رادفورد در مورد افسانه لا یورونا، که در Mysterious New Mexico منتشر شد، عناصر مشترک داستان را در داستان عامیانه آلمانی «Die Weisse Frau» متاریخ ۱۴۸۶ یافت. لا یورونا همچنین شباهتی به داستان یونان باستان درباره نیمه خدای لامیا دارد که در آن هرا، همسر زئوس، از رابطه او با لامیا باخبر شد و همه فرزندان لامیا با زئوس را کشت. لامیا به دلیل حسادت از دست دادن فرزندان خود، فرزندان زنان دیگر را می کشد.
کدکس فلورانس متن مهمی است که در اواخر مکزیک در سال ۱۵۱۹ سرچشمه گرفت، نقل قولی از آن این بود: «ششمین فال این بود که بارها شنیده می‌شد که زنی در حال گریه کردن و فریاد زدن است. او شب با صدای بلند گریه کرد و گفت: "ای فرزندان من، ما برای همیشه می رویم."  گاه می گفت: ای فرزندان من کجا ببرمت؟
در حالی که به نظر می‌رسد ریشه‌های افسانه لا یورونا پیش از اسپانیایی است، ، اولین اشاره منتشر شده به این افسانه، غزل قرن نوزدهمی از شاعر مکزیکی مانوئل کارپیو است. این شعر هیچ اشاره ای به کودک کشی ندارد، بلکه لا یورونا به عنوان روح زنی به نام روزالیا شناخته می شود که توسط شوهرش به قتل رسیده است.

## نسخه های منطقه ای
این افسانه جزئیات و نسخه های بسیار متنوعی دارد.  در یک نسخه معمولی از افسانه، زنی زیبا به نام ماریا با یک دامدار ثروتمند/فاتح ازدواج می کند که از او دو فرزند به دنیا می آورد.  یک روز ماریا شوهرش را با زنی دیگر می بیند و با عصبانیت کور فرزندانشان را در رودخانه ای غرق می کند که بلافاصله پشیمان می شود.  او که نمی‌تواند آنها را نجات دهد و دچار گناه می‌شود، خود را نیز غرق می‌کند، اما نمی‌تواند وارد زندگی آخرت شود، مجبور می‌شود در برزخ باشد و در این زمین پرسه بزند تا اینکه فرزندانش را پیدا کند. در نسخه دیگری از داستان، فرزندان او نامشروع هستند و او آنها را غرق می کند تا پدرشان نتواند آنها را برای بزرگ شدن توسط همسر جدیدش بردارد. مضامین تکرارشونده در تغییرات اسطوره لا یورونا شامل لباس سفید، خیس، زاری شبانه، و ارتباط با آب است.

### مکزیک
افسانه لا یورونا عمیقاً در فرهنگ عامه مکزیک ریشه دارد.  داستان او به کودکان گفته می شود تا آنها را تشویق کند که در تاریکی و نزدیکی آب مانند رودخانه ها و دریاچه ها به تنهایی سرگردان نشوند.  روح او اغلب در آثار هنری مانند الخاندرو کولونگا برانگیخته می‌شود. La Cihuacoatle، Leyenda de la Llorona یک اجرای تئاتری سالانه در کنار آب از افسانه La Llorona است که در کانال‌های ناحیه Xochimilco در مکزیکو سیتی،، که در سال ۱۹۹۳ همزمان با روز مردگان تأسیس شد.

### گواتمالا
طبق افسانه های محلی، در گواتمالا سیتی زنی زندگی می کرد که با یک معشوقه رابطه نامشروع داشت. او باردار شد و فرزندی به نام خوان د لا کروز به دنیا آورد که او را غرق کرد تا شوهرش متوجه نشود. این زن در زندگی پس از مرگ محکوم شد تا پسر مقتول خود را در هر جایی که حوض آب باشد جستجو کند. او این کار را با گریه کردن برای او انجام می‌دهد - از این رو نام او زن زاری (La Llorona) است. این یک افسانه ترسناک محبوب است که در یک یا چند تکرار به نسل‌های مختلف کودکان گفته شده است. فریاد دلهره آور "آه بچه های من!!"  (¡Ay mis hijos!) به دلیل داستان معروف است. علاوه بر این، یک جزئیات عجیب این است که وقتی فردی صدای گریه را از دور می شنود به این معنی است که روح نزدیک است، اما اگر گریه در نزدیکی شنیده شود، به این معنی است که شبح دور است.  کسی که آنقدر بدشانس باشد که با شبح روبرو شود، به زندگی پس از مرگ "پیروز" می شود و دیگر هرگز دیده نمی شود.

### ایالات متحده
در جنوب غربی ایالات متحده، داستان لایورونا برای ترساندن کودکان به رفتار خوب گفته می‌شود،، گاهی اوقات به‌ویژه برای بازدارندگی کودکان از بازی در نزدیکی آب خطرناک. همچنین به آنها گفته می شود که گریه های او هنگام راه رفتن در خیابان یا نزدیک آب ها برای ترساندن کودکان از سرگردانی در اطراف شنیده می شود، شبیه داستان های ال کوکوی.  در اسطوره‌شناسی چوماش بومی کالیفرنیای جنوبی، لا یورونا به nunašɨš، موجودی اسطوره‌ای با گریه‌ای شبیه به گریه یک نوزاد تازه متولد شده مرتبط است. این یک داستان بسیار محبوب است. 

### ونزوئلا
داستان La Llorona در Llanos ونزوئلا در دوره استعمار می گذرد.  گفته می‌شود که لا یورونا روح زنی است که پس از کشته شدن فرزندانش، یا توسط خودش یا خانواده‌اش، از غم و اندوه درگذشت. خانواده ها به طور سنتی صلیب های چوبی را بالای درهای خود قرار می دهند تا از چنین ارواح دوری کنند.

## اسطوره های دیگر
در اروپای شرقی، روسالکای مدرن نوعی روح آب در اساطیر اسلاو است.  آنها پس از غرق شدن یک زن به دلیل خودکشی یا قتل، به خصوص اگر حاملگی ناخواسته داشته باشند، می آیند.  سپس باید مدتی در این دنیا بمانند.
افسانه یونانی یاسون و مده‌آ همچنین نقش زنی را به نمایش می‌گذارد که فرزندانش را به عنوان اقدامی انتقام‌جویانه از شوهرش که او را به خاطر زنی دیگر ترک کرده است به قتل می‌رساند.

## در فرهنگ عامه
در فیلم ۲۰۱۷ پیکسار، کوکو، "La Llorona"، آهنگ محلی مکزیکی که توسط آندرس هنستروسا در سال ۱۹۴۱ رایج شد توسط آلانا اوباک در نقش ماما ایملدا خوانده می‌شود و آنتونیو سول به عنوان صدای خوانندگی ارنستو د لا کروز به او پیوست.
در جولای ۲۰۱۹، جیمز وان، گری دابرمن و امیلی گلدستون فیلمی با عنوان نفرین لیورونا برای برادران وارنر پیکچرز تهیه کردند.  این فیلم توسط مایکل چاوز کارگردانی شد و لیندا کاردلینی، ریموند کروز، پاتریشیا ولاسکوئز و ماریسول رامیرز در نقش لا یورونا بازی کردند.

## کتابشناسی
- Perez, Domino Renee. (2008). There Was a Woman: La Llorona from Folklore to Popular Culture. Austin: U of Texas Press. ISBN 978-0292718128.
- Mathews, Holly F. 1992. The directive force of morality tales in a Mexican community. In Human motives and cultural models, edited by R.G.D'Andrade and C. Strauss, 127–62. New York: Cambridge University Press.
- Norget, Kristin (2006). Days of Death, Days of Life: Ritual in the Popular Culture of Oaxaca. New York: Columbia University Press. ISBN 0-231-13688-9.
- Ray John de Aragon, The Legend of La Llorona, Sunstone Press, 2006. شابک ‎۹۷۸۱۴۶۶۴۲۹۷۹۶.
- Belinda Vasquez Garcia, The Witch Narratives Reincarnation, Magic Prose Publishing, 2012. شابک ‎۹۷۸−۰−۸۶۵۳۴−۵۰۵−۸
- Werner, Michael S. (1997). Encyclopedia of Mexico: History, Society & Culture - Vol. 1. Chicago: Fitzroy Dearborn. ISBN 1-884964-31-1.